# Claude Brousson
Claude Brousson (* 1647 in Nîmes; † 4. November 1698 in Montpellier; Pseudonym: Paul Beauclose) war ein französischer evangelischer Theologe und Märtyrer.

## Leben
Claude Brousson wurde 1647 in Nîmes geboren. Er wurde Advokat in Castres und später in Castelnaudary und wirkte seit 1679 am Parlament in Toulouse. Dabei setzte er sich für die Hugenotten ein, deren Rechte immer mehr eingeschränkt wurden. Wegen seines Wirkens sollte Brousson 1663 eingesperrt werden, flüchtete jedoch in die  Cevennen. Von dort ging er nach Lausanne und blieb dort einige Zeit.
Im Jahre 1685 erkannte man den Hugenotten in Frankreich schließlich alle Rechte ab, ihre Kirchen und Schulen wurden zerstört, ihnen wurde die Gottesdienstausübung auch im Privaten verboten und sie mussten den katholischen Glauben annehmen. Brousson reiste zunächst nach Berlin und schließlich nach Amsterdam, um zu erreichen, dass sich auch Protestanten anderer Länder gegen die Unterdrückung der französischen Hugenotten einsetzten.
Schließlich kehrte er im Juli 1689 nach Frankreich zurück und predigte trotz aller Gefahren, obwohl sämtliche hugenottischen Prediger des Landes verwiesen werden sollten. Dabei versteckte er sich immer wieder in Höhlen oder Wäldern, teilweise für mehrere Monate, da man auf ihn ein Kopfgeld von 5000 Livres ausgesetzt hatte. Friedrich Wilhelm Bautz beschrieb Broussons Situation wie folgt: „[…] [er] war keine Stunde seines Lebens sicher […]“.
Brousson konnte im Dezember 1693 nach Lausanne reisen und empfing im März des nächsten Jahres dort seine Ordination. Anschließend unternahm er Reisen durch die Niederlande und nach London, um Hugenotten anderer Länder zu unterstützen. Im September 1695 kehrte er wieder nach Frankreich zurück und setzte sein dortiges Wirken fort. Im September 1696 sah er sich jedoch abermals zur Flucht gezwungen und flüchtete aus der Franche-Comté (Freigrafschaft Burgund) in die Schweiz.
Im folgenden Jahr versuchte er durch entsprechende Klauseln im Frieden von Rijswijk den Protestantismus in Frankreich wieder zu legalisieren, doch blieb sein Handeln erfolglos. Nach Frankreich kehrte er dann im August 1697 zurück, wurde jedoch verraten und am 18. Oktober 1698 in Béarn festgenommen. Am 4. November 1698 wurde er in Montpellier durch Erdrosseln öffentlich hingerichtet. 
An derselben Stelle, auf der Esplanade, sollten noch weitere protestantische Geistliche hingerichtet werden, darunter Matthias Desubas.

## Werke
- L’État des réformés en France (drei Teile; Den Haag 1685)
- La Manne mystique du désert ou Sermons prononcés en France dans les déserts pendant les années 1689–1693 (Amsterdam 1695)
- Lettres pastorales sur le cantique des cantiques à l’épouse de Jésus-Christ qui est sous la croix (Den Haag 1697)
- Lettres et Opuscules (Utrecht 1701)

## Gedenktag
4. November im Evangelischen Namenkalender.